# Konklawe 1304–1305
Konklawe 10 lipca 1304 – 5 czerwca 1305 – konklawe, które po krótkim pontyfikacie Benedykta XI wybrało na jego następcę Klemensa V.

## Pontyfikat Benedykta XI
Krótki, trwający 8 i pół miesiąca pontyfikat Benedykta XI zdominowany został przez konflikt Stolicy Apostolskiej z królem Francji Filipem Pięknym, odziedziczony przez Benedykta XI po poprzedniku Bonifacym VIII. Benedykt XI próbował doprowadzić do załagodzenia sporu, wykonując szereg pojednawczych gestów wobec króla m.in. zdjął z niego ekskomunikę, zezwolił na korzystanie z danin kościelnych przez okres dwóch lat i odwołał zarządzenia wymierzone we Francuzów uczestniczących w porwaniu Bonifacego VIII w Anagni latem 1303 roku. Podtrzymał jednak ekskomunikę nałożoną na królewskiego kanclerza Wilhelma Nogareta, którego uważał za głównego sprawcę tego porwania, i konsekwentnie domagał się jego ukarania. Papieskie ustępstwa król uznał za dowód słabości i zażądał oficjalnego i całkowitego potępienia Bonifacego VIII. Na to Benedykt XI nie mógł się zgodzić, toteż jego polityka nie przyniosła istotnej poprawy stosunków papiestwa z Francją.
Benedykt XI dążył do pojednania także z potężnym rzymskim rodem Colonna, który popadł w konflikt z poprzednim papieżem i udzielał poparcia królowi Francji. W tym celu odwołał ekskomuniki nałożone w 1297 przez Bonifacego VIII na kardynałów Pietra Colonnę i Giacomo Colonnę, nie przywrócił ich jednak do składu Świętego Kolegium ani nie zwrócił skonfiskowanych dóbr.
Benedykt XI zmarł na dyzenterię w dniu 7 lipca 1304 w Perugii. Jego śmierci od początku towarzyszyły pogłoski o otruciu go na rozkaz króla Francji, niezadowolonego ze skali poczynionych przez niego ustępstw.

## Lista uczestników
W konklawe uczestniczyło wszystkich 19 pełnoprawnych kardynałów, jednak czterech z nich musiało je opuścić przed zakończeniem z powodu choroby:
- - Giovanni Boccamazza (nominacja kardynalska: 22 grudnia 1285) – kardynał biskup Tusculum; prymas Świętego Kolegium Kardynałów; komendatariusz kościoła prezbiterialnego S. Anastasia (opuścił konklawe z powodu choroby)
- Teodorico Ranieri (4 grudnia 1298) – kardynał biskup Città Papale
- Leonardo Patrasso (2 marca 1300) – kardynał biskup Albano
- Pedro Rodríguez (15 grudnia 1302) – kardynał biskup Sabiny; komendatariusz kościoła prezbiterialnego Ss. Giovanni e Paolo; gubernator Sabiny
- Giovanni Minio da Morrovalle OFM (15 grudnia 1302) – kardynał biskup Porto e Santa Rufina
- Niccolò Alberti OP (18 grudnia 1303) – kardynał biskup Ostia e Velletri
- Jean Le Moine (18 września 1294) – kardynał prezbiter Ss. Marcellino e Pietro; protoprezbiter Świętego Kolegium Kardynałów
- Robert de Pontigny OCist (18 września 1294) – kardynał prezbiter S. Pudenziana; kamerling Świętego Kolegium Kardynałów
- Gentile da Montefiore OFM (2 marca 1300) – kardynał prezbiter Ss. Silvestro e Martino; penitencjariusz większy
  - Walter Winterburn OP (19 lutego 1304) – kardynał prezbiter bez tytułu[2] (opuścił konklawe z powodu choroby)
  - Matteo Orsini Rosso (31 maja 1262) – kardynał diakon S. Maria in Portico; komendatariusz kościoła prezbiterialnego S. Maria in Trastevere; protodiakon Świętego Kolegium Kardynałów; archiprezbiter bazyliki watykańskiej i bazyliki laterańskiej (opuścił konklawe z powodu choroby)
- Napoleone Orsini Frangipani (16 maja 1288) – kardynał diakon S. Adriano
- Landolfo Brancaccio (18 września 1294) – kardynał diakon S. Angelo in Pescheria
- Guglielmo de Longhi (18 września 1294) – kardynał diakon S. Nicola in Carcere Tulliano; komendatariusz kościoła prezbiterialnego Ss. XII Apostoli
- Francesco Napoleone Orsini (17 grudnia 1295) – kardynał diakon S. Lucia in Silice; komendatariusz kościoła prezbiterialnego S. Lorenzo in Damaso; archiprezbiter bazyliki liberiańskiej
- Giacomo Caetani Stefaneschi (17 grudnia 1295) – kardynał diakon S. Giorgio in Velabro
- Francesco Caetani (17 grudnia 1295) – kardynał diakon S. Maria in Cosmedin
  - Riccardo Petroni (4 grudnia 1298) – kardynał diakon S. Eustachio (opuścił konklawe z powodu choroby)
- Luca Fieschi (2 marca 1300) – kardynał diakon S. Maria in Via Lata; komendatariusz kościoła prezbiterialnego S. Marcello i diakonii Ss. Cosma e Damiano

Dziesięciu kardynałów mianował Bonifacy VIII, czterech Celestyn V, dwóch Benedykt XI, po jednym Honoriusz IV, Mikołaj IV i Urban IV.
Ponieważ Pietro Colonna i Giacomo Colonna, mimo zdjęcia ekskomunik, nie uzyskali od Benedykta XI potwierdzenia swych kardynalskich godności, nie zostali dopuszczeni do udziału w konklawe.

## Podziały w Kolegium Kardynalskim
Święte Kolegium było podzielone na dwie prawie równe frakcje:
- Partia "bonifacjańska" – przewodzili jej Matteo Orsini Rosso i Francesco Caetani, bratanek Bonifacego VIII. Należeli do niej także Francesco Orsini, Giacomo Caetani Stefaneschi, Teodorico Ranieri, Leonardo Patrasso, Pedro Rodríguez, Gentile Partino i Luca Fieschi, czyli większość nominatów Bonifacego VIII. Domagała się kontynuacji twardej polityki tego papieża, uważała bowiem, że ustępstwa wobec Filipa Pięknego narażą Kościół na lawinę żądań ze strony innych władców świeckich.
- Partia profrancuska – na jej czele stał kardynał Napoleone Orsini Frangipani, bratanek Matteo Orsiniego Rosso. Należeli do niej też Giovanni Boccamazza, Niccolò Alberti, Giovanni Minio, Landolfo Brancaccio, Guglielmo Longhi, Jean Le Moine, Robert de Pontigny i Riccardo Petroni. Dążyli oni do pełnej rehabilitacji kardynałów z rodu Colonna i opowiadali się za przyjęciem ugodowej polityki wobec Francji. Winą za ostatnie niepowodzenia Stolicy Apostolskiej obarczali Bonifacego VIII, który ich zdaniem swoją nieustępliwością niepotrzebnie wywołał konflikt z królem.

## Przebieg konklawe i wybór Klemensa V
Kardynałowie zebrali się w Perugii na konklawe 10 lipca 1304, trzy dni po śmierci Benedykta XI. Początkowo brało w nim udział 18 kardynałów, Walter Walterburn dotarł dopiero 29 listopada 1304. Z uwagi na fakt, że nie wszystkie obrzędy związane z jego nominacją kardynalską zostały dopełnione, powstał problem, czy ma on prawo do udziału w konklawe. Dziekan Świętego Kolegium Boccamazza zadecydował jednak o dopuszczeniu angielskiego dominikanina do głosowania. Liczba elektorów wzrosła zatem 19, jednak po Bożym Narodzeniu wskutek chorób czterech kardynałów zostało zmuszonych do opuszczenia obrad na stałe, redukując tę liczbę do piętnastu. Byli to Giovanni Boccamazza, Matteo Orsini Rosso, Riccardo Petroni i Walter Walterburn. Chorował także Jean Le Moine, jednak wziął on udział w ostatnim głosowaniu.
Z uwagi na silny antagonizm między obydwoma stronnictwami przez blisko 11 miesięcy trwał impas. "Bonifacjanie" głosowali przeważnie na Matteo Orsiniego, a zwolennicy Francji na Napoleone Orsiniego. Prawdopodobnie wysuwano też kandydatury kardynałów Minio, Petroniego i Walterburna. Ten ostatni jako jedyny nie zaliczał się do żadnej z frakcji, co czyniło go potencjalnym kandydatem kompromisowym, ale zaawansowany wiek (79 lat) i zły stan zdrowia przemawiał przeciwko niemu. Przedłużaniu się obrad sprzyjał fakt, że kardynałowie samowolnie zmienili regulamin konklawe, uchylając najsurowsze postanowienia konstytucji Ubi periculum. W lutym 1305 do Perugii przybył król Neapolu Karol II Andegaweński i próbował skłonić elektorów do osiągnięcia porozumienia, ale bezskutecznie. Szybkiego dokonania wyboru nie ułatwiały także groźby ze strony francuskiego kanclerza Nogareta, który niedwuznacznie dawał do zrozumienia, że Francja może użyć siły, jeżeli wybór będzie nie po jej myśli.
W toku obrad czterech kardynałów poważnie podupadło na zdrowiu i musiało opuścić konklawe, co obniżyło liczbę elektorów do 15. Wśród nich był lider partii antyfrancuskiej Matteo Orsini. Jego nieobecność osłabiła jedność partii bonifacjańskiej i ułatwiła działanie stronnictwu przeciwnemu. Ponieważ żaden z kardynałów nie miał szans na uzyskanie większości, kardynał Niccolò z Ostii zaproponował jako kompromis kandydaturę arcybiskupa Bordeaux Bertranda de Got, który z jednej strony uchodził za zwolennika Bonifacego VIII we francuskim episkopacie, ale z drugiej był wasalem Filipa Pięknego. Niccolò przekonał do tej kandydatury kardynała Francesco Caetaniego, co umożliwiło wreszcie dokonanie wyboru. W dniu 5 czerwca 1305 arcybiskup Bordeaux został wybrany na papieża po jedenastomiesięcznej sediswakancji, otrzymując 10 głosów na 15, czyli dokładnie wymagane 2/3. Zagłosowali na niego: Napoleone Orsini Frangipani, Niccolò Alberti, Giovanni Minio, Landolfo Brancaccio, Guglielmo Longhi, Jean Le Moine, Robert de Pontigny oraz trzech z przeciwnej frakcji: Leonardo Patrasso, Pedro Ispano i Francesco Caetani. Pozostałych pięciu (Teodorico Ranieri, Gentile Partino, Francesco Orsini, Giacomo Caetani Stefaneschi i Luca Fieschi), uznając fakt dokonany, dołączyło swe głosy w procedurze akcesu, czyniąc ten wybór jednomyślnym. Także nieobecni kardynałowie, po ogłoszeniu wyników, zadeklarowali swoją zgodę na ten wybór. Jedynie Matteo Orsini początkowo odmówił podpisania dekretu wyborczego. Jego upór, jak się zdaje, trwał jednak krótko, gdyż jego podpis widnieje na dokumencie końcowym, ogłaszającym dokonaną elekcję jako jednomyślną.
Elekt przyjął wybór, przybierając imię Klemens V. Wbrew wezwaniom Świętego Kolegium nie przybył jednak do Rzymu na koronację, lecz kazał kardynałom udać się do Lyonu. Tam właśnie został koronowany w dniu 14 listopada 1305, w obecności króla Filipa Pięknego. W czasie uroczystości koronacyjnych doszło do zawalenia się muru, w wyniku czego papież został ranny, a kilka osób (w tym jeden z jego braci) poniosło śmierć. Jak się później okazało, Klemens V nigdy nie zobaczył Rzymu, rezydując cały czas w różnych miejscach Francji (1309 roku osiadł na stałe w należącym do królestwa Neapolu Awinionie) i był pierwszym papieżem okresu tzw. "niewoli awiniońskiej".